# Стелсинг

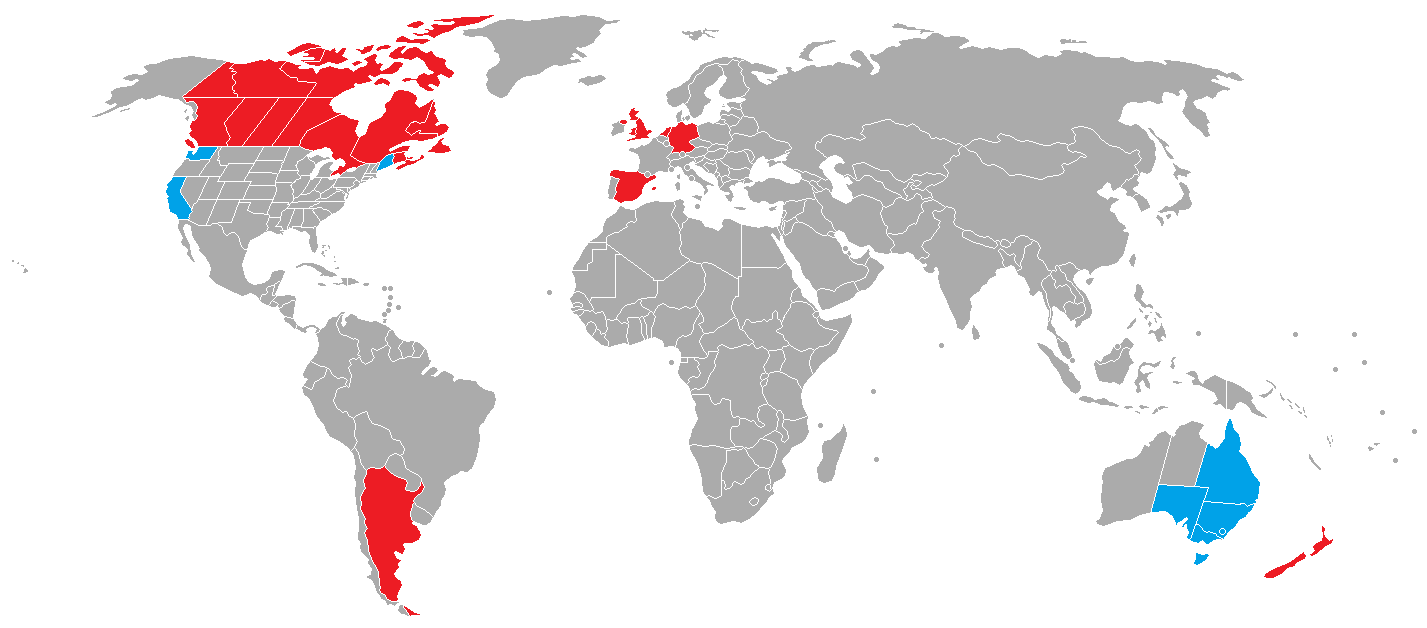
Законодавство щодо стелсингу:
Визнається зґвалтуванням або сексуальним насильством
Існує законадавство про заборону стелсингу

Зняття презерватива без згоди — практика зняття презерватива під час статевого акту без згоди партнерки (партнера), які погодились лише на захищений секс. Постраждалі від стелсингу отримують ризики небажаної вагітності та інфекцій, що передаються статевим шляхом, таких як ВІЛ/СНІД, та психологічні наслідки. Стелсинг розглядається як сексуальне насильство або зґвалтування, іноді як форма репродуктивного насильства. З 2020 року зняття презерватива без згоди карається як форма сексуального насильства в ряді країн (серед яких Німеччина, Велика Британія, Австралія, США).
Навмисне пошкодження презерватива до або під час статевого акту також може називатися стелсингом, незалежно від того, ким пошкоджено презерватив. 

## Історія
Термін стелсинг використовувався в гей-спільноті для опису злочинної передачі ВІЛ принаймні з 2014 року.
У статті, опублікованій Columbia Journal of Gender and Law, Александра Бродскі описала досвід постраждалих, юридичні наслідки та юридичні шляхи розв'язання проблеми знімання презерватива без згоди. Практика стелсингу обговорюється, описується та пропагується на різних вебсайтах і форумах, які іноді використовуються, щоб похвалитися вчиненням стелсингу та поширення їх користувачами порад, як це краще зробити. Інструкції були опубліковані, зокрема, на платформах соціальних мереж, таких як Experience Project.
Стелсинг також описується як «загроза тілесній незалежності [жертви] і гідності», а чоловіки, які роблять це, «виправдовують свої дії природним чоловічим інстинктом». Професорка Колумбійського юридичного факультету Сюзанна Голдберг каже, що практика стелсингу, швидше за все, не є новою, але новим є її просування в Інтернеті серед чоловіків. У 2017 році бельгійська журналістка Гелен Дебрюйне підкреслила, що ЗМІ не повинні називати стелтинг «новою сексуальною тенденцією», ніби це нешкідлива примха, а чітко пояснювати, що це «форма насильства».

## Поширеність
Статистичні дані про поширеність стелсингу обмежені. Однак дослідження 2014 року, проведене Келлі К'ю Девіс та її колегами, показало, що 9% вибірки молодих чоловіків повідомили, що брали участь у саботажі використання презервативів, що охоплювало видалення презерватива без згоди.
Національна гаряча лінія сексуального насильства США повідомляє про отримання дзвінків про стелсинг.
У дослідженні клініки сексуального здоров'я в Мельбурні було опитано жінок і чоловіків, які практикуються секс з чоловіками (ЧПСЧ), чи стикалися вони з видаленням презерватива без згоди. 32 % жінок і 19 % ЧПСЧ повідомили, що стали жертвами видалення презерватива без згоди. Жінки, які постраждали від видалення презерватива без згоди, частіше були проституйованими, а ЧПСЧ, які були жертвами стелсингу, частіше повідомляли про тривогу або депресію. При цьому як жінки, так і чоловіки, які стикнулися зі зніманням презерватива без згоди, утричі рідше вважали це сексуальним насильством, ніж люди, які не зазнали стелсингу.
Інше дослідження в США показало, що майже 10 % молодих чоловіків, які не зловживають алкоголем, повідомили, що видаляли презерватив без згоди з 14 років. Чоловіки, які брали участь у цьому, повідомили про більшу кількість діагнозів ІПСШ та партнерок із небажаною вагітністю, ніж чоловіки, які цього не робили. Друге дослідження молодих дорослих жінок показало, що 12 % стикалися з видаленням презерватива чоловіком-партнером без згоди, тоді як жодна з учасниць не знімала презерватив без згоди партнера.
У 2019 році Бріанна Чессер й Ейпріл Захра заявили в Current Issues in Criminal Justice: «Більшість звітів свідчать про те, що стелсинг скоюють чоловіки, проте жінка також може „приховати“ це від свого партнера та зняти презерватив без його згоди». У статті 2013 року в The Week припускалося: «Насправді жінок часто стереотипно сприймають як таких, що хочуть цілеспрямовано завагітніти всупереч бажанням свого партнера та використовують це як спосіб „заманити“ чоловіка в пастку. Але питання репродуктивного примусу та саботажу контрацепції нещодавно привернуло більше уваги через судову справу в Канаді, де чоловік зробив дірки в упаковці презервативів, щоб його дівчина завагітніла і залишилася з ним». 

## Вплив і ризики
Зняття або пошкодження презерватива під час сексу підвищує ризик небажаної вагітності та поширення інфекцій, що передаються статевим шляхом. Потерпілі можуть відчувати зраду та серйозне порушення гідності та незалежності. Багато хто також може зазнати емоційного та психологічного стресу, особливо ті, хто зазнали сексуального насильства в минулому.

## Судові вироки та закони в країнах

### Австралія
У травні 2017 року в австралійському суді тривала справа щодо зняття презерватива без згоди. Президент Товариства юристів Нового Південного Уельсу назвав стелтсинг сексуальним насильством, оскільки знімання презервативу змінює умови, за яких один (одна) із сексуальних партнерів погоджувалися на секс.
У жовтні 2021 року австралійська столична територія криміналізувала стелсинг, затвердивши, що згода особи на секс є недійсною, якщо вона викликана навмисним зніманням презерватива. Криміналізація стала результатом пропозиції членкині асамблеї Елізабет Лі від квітня 2020 року.
Поступово закон щодо заборони стелсингу набув чинності в штатах Вікторія, Тасманія, Новий Південний Уельс, у Південній Австралії, а також очікує розгляду у Квінсленді.

### Велика Британія
Хоча у Великій Британії не було прийнято жодного спеціального законодавства, було винесено один вирок, і, таким чином, прецедентне право встановило, що знімання презерватива без згоди є зґвалтуванням.

### Канада
Рішення Верховного суду Канади від 2014 року (Р. проти Гатчінсона) підтвердило обвинувальний вирок у сексуальному насильстві чоловіка, який зробив дірки у своєму презервативі. Через 8 років той самий суд постановив, що люди, які не одягають презерватив, попри прохання сексуальної(-го) партнерки(-а), також можуть бути засуджені за сексуальне насильство.

### Нідерланди
У березні 2023 року 28-річного чоловіка в Нідерландах засудили за таємне зняття презерватива попри те, що партнерка прямо заявила, що на статевий акт без презерватива не згодна. Чоловіка не можна було засудити за зґвалтування, оскільки закон Нідерландів не поширюється на стелсинг, якщо сама по собі згода на проникнення була. Чоловіка засудили до трьох років умовно й зобов'язали сплатити штраф у розмірі 1000 євро.

### Німеччина
У 2018 році в Німеччині чоловіка вперше визнали винним у сексуальному насильстві за стелсинг.
У справі 2022 року жінку засудили за сексуальне насильство після того, як вона використовувала презерватив із власноруч створеними невеликими отворами, щоб завагітніти від чоловіка, який не прагнув з нею серйозних стосунків.

### Нова Зеландія
У квітні 2021 року чоловіка в Новій Зеландії засудили за зґвалтування за стелсинг під час акту за згодою з проституйованою жінкою (подія сталася у 2018 році). Чоловіка засудили до 3 років і 9 місяців позбавлення волі.

### США
У вересні 2021 року законодавчі збори штату Каліфорнія прийняли законопроєкт, ініційований членкинею Асамблеї Крістіною Гарсія, який забороняє «[спричиняти] контакт між пенісом, з якого було знято презерватив, та інтимною частиною іншої особи, яка не надала усну згоду на зняття презерватива під час сексу. Тоді такий акт каратиметься як „сексуальне насильство“». Раніше Гарсія вносила подібні законопроєкти в кримінальний кодекс Каліфорнії у 2017 і 2018 роках, але вони не були розглянуті або не пройшли етап у комітеті, тому цього разу Гарсія прагнула додати положення до цивільного кодексу штату. У жовтні 2021 року губернатор Гевін Ньюсом підписав законопроєкт, згідно з яким стелсинг був визнаний цивільним правопорушенням, що робить його не злочином, а актом, який дозволяє потерпілим подавати до суду на кривдників.
У штаті Мен у червні 2023 року було прийнято закон, що передбачає цивільні механізми правового захисту для жертв стелсингу.

### Швейцарія
У 2017 році суд у Лозанні засудив чоловіка за зґвалтування за те, що він зняв презерватив під час сексу всупереч очікуванням жінки, з якою займався сексом, але в іншій справі у 2019 році кантональний верховний суд Цюриха постановив, що стелсинг не є незаконним.
У травні 2022 року Федеральний верховний суд постановив, що стелсинг не карається як Schändung (статевий акт з особою, нездатною до належного розсуду або опору, стаття 191 Кримінального кодексу), оскільки жертва все ще здатна «захищатися». Нездатність зробити це є необхідною вимогою для покарання за діяння за статтею 191. Незнання про те, що презерватив був знятий, перешкоджає лише прийняттю рішення для того, щоб розпочати захисні дії, але не зменшує здатність жертви захищати себе, як зазначив суд. Оскільки попередні інстанції не судили двох чоловіків за сексуальні домагання (стаття 198), Федеральний суд не визначав, чи буде стелсинг вважатися сексуальними домаганнями.